# General Tire
La marque General Tire fut créée aux États-Unis à Akron, Ohio, le 29 septembre 1915 par William F O'Neil et Winfred E Fouse. Elle fabrique des pneumatiques tourisme, camionnette et 4x4. Par la suite, elle fut rachetée par la société Continental en 1987.

## Présentation
Ces pneus sont importés en France en exclusivité par la société Copadex, un des principaux grossistes du marché depuis 1980.
Les pneus General Tire sont utilisés lors des rallyes les plus importants (Rallye Dakar, Optic 2000, le rallye des Gazelles, sur les 24 heures 4x4 de France).
En septembre 2015, la marque a fêté son centième anniversaire.

## Caractéristiques des pneus vendus
Très solides et robustes, les pneus 4x4 bénéficient des dernières avancées technologiques pour fournir aux conducteurs plus de sécurité et de confort.
Les modèles phares 4x4 en 2021 sont : 
Le Grabber GT pour un usage route ;
Le Grabber AT3 pour un usage 50% route / 50% chemin ;
Le Grabber X3 pour un usage hors route.